# 末日戰地
是一部2021年美國動作科幻電影，由麥克·哈夫斯強執導。主演包括安東尼·麥基、丹姆森·伊卓斯、艾蜜莉·碧崔和邁克爾·凱利。 
該片於2021年1月15日在Netflix上發行。

## 劇情
故事發生於2036年，東歐烽煙四起，美國派遣美軍作為維和部隊駐守當地。一次在烏克蘭執行任務時，由美國海軍陸戰隊米勒士官長帶領的響尾蛇部隊與克拉斯尼反叛組織對壘，美國空軍無人機駕駛員湯瑪斯·哈柏中尉卻在部隊完全撤離前堅決發射導彈，導致兩名隊員喪生。事後，哈柏不覺得自己有錯，認為自己不但將反叛組織的據點和導彈發射器炸毀，更救下了部隊另外三十八人的性命，其長官拜頓認為哈柏只在螢幕上看著戰地畫面，根本沒有親身經歷過戰爭，不明白戰爭的殘酷，遂將他調到前線。
哈柏被派到烏克蘭的美軍軍營，並發現自己的新長官里歐上尉是名具有仿生身體的生物科技實驗體。里歐告訴哈柏他們要將一些疫苗送到達姆斯克難民營的醫院，並與線人會面，獲取有關克拉斯尼反叛組織首領維克特·科沃的資訊。哈柏遂整理裝備準備出發，卻遭響尾蛇部隊成員把他拉到暗角痛毆，哈柏亦終於向他們道歉。哈柏、里歐和響尾蛇部隊出發前往達姆斯克，中途卻遇到克拉斯尼反叛組織的攻擊，米勒和其他部隊成員拼死掩護著哈柏和里歐二人，讓他們帶著疫苗繼續前進。然而當二人到達難民營醫院後再一次遭科沃的手下槍擊，而哈柏亦認為任務並非如里歐所述簡單，遂質問里歐到底隱瞞了甚麼，然而里歐並沒有回答，只帶他到附近的孤兒院。
他們到達孤兒院後，與院長蘇菲亞會面，並告訴他們早前伏擊響尾蛇部隊的克拉斯尼反叛組織成員是從瓦克卡·奧斯歷那兒購買武器，里歐便打算直接前往黑市盤問奥斯歷，並向蘇菲亞購買槍枝。哈柏驚訝為何孤兒院院長會幹軍火生意這種不法勾當，蘇菲亞卻反問不然哪有錢營運孤兒院。三人遂前往黑市，打倒奥斯歷和他的手下，迫問出科沃將會帶人攻擊城裡的保險庫。奥斯歷全盤托出後，里歐本想留他一命，蘇菲亞卻一槍打在他的頭上將其殺死。
里歐和哈柏便駕駛奥斯歷的越野車出發趕往保險庫，中途里歐告訴哈柏他們的真正目的是要阻止科沃用安放在保險庫中的「死亡之手」密碼發動核攻擊，並指反叛組織能透過其體內的追蹤器截獲他的位置，讓哈柏將其取出。移除追蹤器後，二人將在保險庫大堂的反叛組織成員悉數殺死，里歐命令哈柏帶人質離開，自己獨自前往搶奪密碼。哈柏將人質救走後，在門外遇到另一群挾持著人質的克拉斯尼反叛組織成員，美方派來支援的GUMP又突然攻擊反叛組織，過程中哈柏未能救走部分人質，親眼看著他們遇害倒地，亦親手槍殺了一名反叛組織成員，體會到戰爭的可怕。同時，里歐報稱遇上科沃，並請求長官埃克哈特將整座保險庫炸毀，但實際上里歐只看到科沃的副手馬爾科，並已將其從天台拋下樓，從其手上奪回密碼。里歐將負傷的哈柏救走，並交給蘇菲亞。哈柏發現蘇菲亞其實是民兵部隊的頭目，而蘇菲亞亦告訴其里歐的真實想法。里歐認為美軍才是東歐戰火的始作俑者，因此暗地裡密謀用核武攻擊美國本土，一方面能透過解決共同敵人，拉近克拉斯尼反叛組織和民兵部隊關係，讓雙方冰釋前嫌，一方面令美軍覺得生物科技是個威脅，在擁有自我意識後會有謀反之心，從而停止研發軍用人工智能，真正的為東歐帶來和平。蘇菲亞試圖勸說哈柏一同支持里歐的計劃，但哈柏卻認為這樣會讓數百萬計的人喪生而拒絕，並回到軍營向長官匯報。
埃克哈特本想用追蹤器尋找里歐的位置，但哈柏卻表示追蹤器已被其取出，米勒對此極為不滿，哈柏遂自薦阻止里歐。另一邊廂，里歐前往與科沃談判，但不果，里歐遂把科沃與其手下全部殺害，便從據點中的通訊紀錄找出「死亡之手」的發射台位置。而美軍一方靠著追蹤奥斯歷的越野車找到發射台的位置，哈柏亦前往阻止。二人在控制台碰面，里歐力勸哈柏支持他，反問他殺死兩人救三十八人和殺死數百萬人拯救數億人有何不同，然而經歷戰爭後的哈柏已改變想法，不希望再有無辜者犧牲，遂用榴彈炮將里歐打傷，並要求埃克哈特將發射台炸毀。最終里歐和「死亡之手」一同被毀，而哈柏則獲遷調回國。

## 演員
- 安東尼·麥基 飾演 里歐（Leo）：上尉，第四代生物科技，擁有人類的身體以及感情，因認為美軍才是東歐戰火的始作俑者而暗地裡密謀用核武攻擊美國本土。
- 丹姆森·伊卓斯 飾演 湯瑪斯·哈柏（Thomas Harp）：中尉，無人機駕駛員，被軍事法庭下放到里歐的部隊。
- 艾蜜莉·碧崔 飾演 蘇菲亞（Sofiya）：孤兒院院長，實為民兵部隊頭目和軍火商，與里歐有合作關係。
- 邁克爾·凱利 飾演 埃克哈特（Eckhart）：上校，里歐和哈柏的長官。
- 恩佐·西倫蒂（英语：Enzo Cilenti） 飾演 米勒（Miller）：士官長，響尾蛇部隊指揮官。
- 皮魯·艾斯貝克 飾演 維克托·科沃（Victor Koval）：克拉斯尼反叛組織的首領，人稱「巴爾幹的戰慄」。表面上與俄羅斯合作，但暗地裡想搶奪核武攻擊美國。
- 瓦利波·托畢特（英语：Valibor Topic） 飾演 瓦克卡·奧斯歷（Varyk Oshlak）：軍火商，向克拉斯尼反叛組織和民兵部隊售賣軍火。
- 亨利·格雷特（英语：Henry Garrett (actor)） 飾演 拜頓（Brydon）：上尉，哈柏的長官。
- 克里斯蒂娜·通特里·楊（英语：Kristina Tonteri-Young） 飾演 貝爾（Bale）：中尉，哈柏的前拍檔。
- 路易斯·博耶（Louis Boyer） 飾演 馬爾科（Marko）：克拉斯尼反叛組織成員，科沃的左右手。

## 設定
第四代生物科技（Fourth-generation BioTech）
由美軍研發的實驗體士兵，擁有能模擬人類皮膚的仿真身體，亦具有感情和感覺。戰鬥能力和身體機能比一般人類高，即使被榴彈炮擊中九次亦能生還。劇中被哈柏評價他比人類「更強、更快、更聰明」。目前只有里歐一個實驗體，尚未量產。
GUMP
機械士兵，配置兩柄機關槍和兩柄肩炮，一般在戰場上擔任先鋒工作。美方和俄方各有一定數量的GUMP，美方的GUMP為米白配色，俄方的則為迷彩配色。
死亡之手（The Perimeter）
冷戰時期蘇聯遺留下來的核武器。
克拉斯尼反叛組織（The Krasnys）
以科沃為首的反抗組織，部分成員有軍事背景，目標是克拉斯尼地區的全面獨立。

## 製作
《末日激戰》於2019年6月宣布開拍，由麥克·哈夫斯強執導，安東尼·麥基主演和監製 。於同年7月，丹姆森·伊卓斯和艾蜜莉·碧崔二人宣布加入劇組，並在8月到匈牙利布達佩斯取景，為期八星期。而邁克爾·凱利和皮魯·艾斯貝克則在2020年的訪問中才確認有參與演出。
2021年1月4日Netflix於官方網站播放預告片，並宣布於1月15日正式上映。

## 評價
本作在爛蕃茄上，根據48條評論，獲得38％的認可率，平均評分為4.9/10。該網站的用戶們認為「此作擁有完善的科幻設定，而有足夠動作戲吸引觀眾觀看，儘管觀眾們不會留下深刻印象。」而Metacritic則根據10位評論家得出的平均分為47/100，獲得了「好壞參半」的評級。
IndieWire的大衛·埃里克（David Ehrlich）給電影定了C級，並寫道：「（編劇）的努力令此作成為Netflix上少數成功的科幻電影，其中亦討論了一些大問題，例如另一部科幻片《超能查派》，談論了現代戰爭的影響。」

## 外部連結
- 互联网电影数据库（IMDb）上《末日戰地》的资料（英文）

Template:Netflix已上映電影與紀錄片 (2020年代)
Template:麥克·哈夫斯強